# جارود براندر
جارود براندر (بالإنجليزية: Jarrod Brander)‏ هو لاعب كرة قدم أسترالية أسترالي، ولد في 11 فبراير 1999.

## وصلات خارجية
- جارود براندر على موقع AustralianFootball.com (الإنجليزية)
- جارود براندر على موقع AFLtables.com (الإنجليزية)